# Chapelle Saint-Hubert de Pont
La chapelle Saint-Hubert, aussi appelée chapelle Saint-Donat est un édifice religieux catholique sis dans le hameau de Pont (commune de Malmedy), en province de Liège (Belgique). La chapelle est classée au patrimoine de Wallonie.

## Localisation
La chapelle se trouve au centre du hameau ardennais de Pont au carrefour de deux routes, la route Saint-Donat et la rue Au-dessus de l'École. L'édifice est précédé par une croix de pierre entourée par deux chênes séculaires.  

## Historique
L'édifice a été réalisé en 1752 et 1753. On ajouta plus récemment une sacristie axiale derrière le chevet. 

## Description
La chapelle se compose d'une nef de deux travées percées de baies avec arc brisé et vitraux ainsi que d'un chevet à trois pans percé d'oculi. Elle est bâtie avec des pierres issues de la région : moellons de grès, arkose et schiste. Autrefois, ces pierres étaient chaulées. La porte d'entrée cintrée est datée de 1752 sur la clé de voûte et surmontée d'une petite niche aussi cintrée. La toiture en ardoises possède un clocheton carré surmonté d'une croix.
À l'intérieur, au niveau du jubé, se trouve une niche en chêne partiellement dorée de style Louis XV datant du troisième quart du XVIIIe siècle.

## Activités
À la mi-septembre, lors de la fête de la Saint Hubert, on y organise une bénédiction du pain, des chevaux, des attelages et des chiens ainsi que des jeux équestres.

## Classement
La chapelle est reprise depuis le 14 février 1968 sur la liste du patrimoine immobilier classé de Malmedy alors que l'ensemble formé par la chapelle Saint Hubert et son environnement y est repris depuis le 16 octobre 1975.